# James Cerretani
James Cerretani (Reading, 2 ottobre 1981) è un tennista e allenatore di tennis statunitense.

## Statistiche

### Doppio

#### Vittorie (4)
| Legenda                                                       |
| Grande Slam (0)                                               |
| ATP World Tour Finals (0)                                     |
| ATP World Tour Masters 1000 (0)                               |
| ATP International Series Gold / ATP World Tour 500 Series (1) |
| ATP World Tour 250 Series (3)                                 |

| N. | Data             | Torneo                           | Superficie  | Compagno       | Avversari in finale             | Punteggio            |
| 1. | 14 luglio 2008   | Austrian Open, Kitzbühel         | Terra rossa | Victor Hănescu | Lucas Arnold Ker Olivier Rochus | 6–3, 7–5             |
| 2. | 2 febbraio 2009  | SA Tennis Open, Johannesburg (1) | Cemento     | Dick Norman    | Rik De Voest Ashley Fisher      | 6(7)–7, 6–2, [14–12] |
| 3. | 6 febbraio 2011  | SA Tennis Open, Johannesburg (2) | Cemento     | Adil Shamasdin | Scott Lipsky Rajeev Ram         | 6–3, 3–6, [10–7]     |
| 4. | 11 febbraio 2017 | Ecuador Open, Quito              | Terra rossa | Philipp Oswald | Julio Peralta Horacio Zeballos  | 6-3, 2-1 rit.        |

#### Finali Perse (3)
| Legenda                                                  |
| Grande Slam (0)                                          |
| ATP World Tour Finals (0)                                |
| ATP World Tour Masters 1000 (0)                          |
| ATP World Tour 500 Series (1)                            |
| ATP International Series / ATP World Tour 250 Series (2) |

| N. | Data           | Torneo                                | Superficie  | Compagno     | Avversari in finale              | Punteggio   |
| 1. | 19 maggio 2008 | Grand Prix Hassan II, Casablanca      | Terra rossa | Todd Perry   | Albert Montañés Santiago Ventura | 1–6, 2–6    |
| 2. | 3 marzo 2018   | Dubai Tennis Championships, Dubai     | Cemento     | Leander Paes | Jean-Julien Rojer Horia Tecău    | 2-6, 6(2)–7 |
| 3. | 24 agosto 2018 | Winston-Salem Open, Winston-Salem (2) | Cemento     | Leander Paes | Jean-Julien Rojer Horia Tecău    | 4-6, 2-6    |

## Risultati in progressione
| Sigla | Risultato               |
| ----- | ----------------------- |
| V     | Vincitore               |
| F     | Finalista               |
| SF    | Semifinalista           |
| O     | Oro olimpico            |
| A     | Argento olimpico        |
| SF    | Bronzo olimpico         |
| QF    | Quarti di Finale        |
| 4T    | Quarto turno            |
| 3T    | Terzo turno             |
| 2T    | Secondo turno           |
| 1T    | Primo turno             |
| RR    | Round Robin             |
| LQ    | Turno di qualificazione |
| A     | Assente                 |
| ND    | Non disputato           |

| Legenda superfici    |
| -------------------- |
| Cemento              |
| Terra battuta        |
| Erba                 |
| Superficie variabile |

### Doppio
| Torneo                     | 2008 | 2009          | 2010          | 2011          | 2012 | 2013          | 2014          | 2015          | 2016 | 2017          | 2018          | 2019          | Titoli | V-S   |
| Grande Slam                |      |               |               |               |      |               |               |               |      |               |               |               |        |       |
| Australian Open, Melbourne | A    | 1T            | 1T            | A             | 1T   | 1T            | A             | A             | A    | 1T            | 1T            | 2T            | 0/7    | 1–7   |
| Roland Garros, Parigi      | A    | 2T            | 1T            | 1T            | 2T   | 1T            | A             | A             | A    | 1T            | 3T            | A             | 0/7    | 4–7   |
| Wimbledon, Londra          | 2T   | 2T            | 1T            | QF            | QF   | A             | A             | Q1            | Q1   | 1T            | 1T            | A             | 0/7    | 8–7   |
| US Open, New York          | 1T   | 1T            | A             | 2T            | 1T   | A             | A             | A             | A    | 1T            | 1T            | A             | 0/6    | 1–6   |
| Vittorie-Sconfitte         | 1–2  | 2–4           | 0–3           | 4–3           | 4–4  | 0–2           | 0–0           | 0–0           | 0–0  | 0–4           | 2–4           | 1–1           | 0/27   | 14-27 |
| Giochi Olimpici            |      |               |               |               |      |               |               |               |      |               |               |               |        |       |
| Giochi Olimpici            | A    | Non disputati | Non disputati | Non disputati | A    | Non disputati | Non disputati | Non disputati | A    | Non disputati | Non disputati | Non disputati | 0/0    | 0-0   |
| Vittorie-Sconfitte         | 0-0  | Non disputati | Non disputati | Non disputati | 0-0  | Non disputati | Non disputati | Non disputati | 0-0  | Non disputati | Non disputati | Non disputati | 0/0    | 0-0   |

### Doppio misto
| Torneo                     | 2008          | 2009          | 2010          | 2011          | 2012 | 2013          | 2014          | 2015          | 2016 | 2017          | 2018          | 2019          | V-S |
| Grande Slam                |               |               |               |               |      |               |               |               |      |               |               |               |     |
| Australian Open, Melbourne | A             | A             | A             | A             | A    | A             | A             | A             | A    | A             | A             | A             | 0–0 |
| Roland Garros, Parigi      | A             | A             | A             | A             | A    | A             | A             | A             | A    | A             | A             | A             | 0–0 |
| Wimbledon, Londra          | A             | 2T            | A             | A             | A    | 1T            | A             | A             | A    | 1T            | 2T            | A             | 2–4 |
| US Open, New York          | 1T            | A             | A             | A             | A    | A             | A             | A             | A    | A             | 1T            | 1T            | 0–3 |
| Vittorie-Sconfitte         | 0–1           | 1–1           | 0–0           | 0–0           | 0–0  | 0–1           | 0–0           | 0–0           | 0–0  | 0–1           | 1–2           | 0–1           | 2–7 |
| Giochi Olimpici            |               |               |               |               |      |               |               |               |      |               |               |               |     |
| Giochi Olimpici            | Non disputati | Non disputati | Non disputati | Non disputati | A    | Non disputati | Non disputati | Non disputati | A    | Non disputati | Non disputati | Non disputati | 0-0 |
| Vittorie-Sconfitte         | Non disputati | Non disputati | Non disputati | Non disputati | 0-0  | Non disputati | Non disputati | Non disputati | 0-0  | Non disputati | Non disputati | Non disputati | 0-0 |